# The Byrds
The Byrds foi uma banda estadunidense de rock formada em 1964 em Los Angeles.
Consistindo em uma mistura entre o folk rock de Bob Dylan e o som da banda de rock The Beatles, a banda é considerada uma das mais importantes e influentes para o rock na década de 1960. Sua sonoridade ajudou no desenvolvimento de gêneros como country rock, folk rock, rock psicodélico e jangle pop.
Estão no Hall da Fama do Rock and Roll e vários integrantes obtiveram sucesso em carreiras solo após deixarem o grupo.

## História

### O início
A banda foi formada em 1964 por Jim McGuinn (batizado como James McGuinn III, nascido em 13 de Julho de 1942 em Chicago, Illinois) (ele mudou o nome para Roger McGuinn in 1967), Gene Clark (batizado como Harold Eugene Clark, nascido em 17 de novembro de 1944 em Tipton, Missouri; morto em 24 de maio de 1991) e David Crosby (batizado como David Van Cortland Crosby, nascido em 14 de agosto de 1941 em Los Angeles). O baixista Chris Hillman (nascido em 4 de dezembro de 1944 em Los Angeles) e o baterista Michael Clarke (batizado como Michael Dick, nascido em 3 de junho de 1946, em New York; morto em 19 de dezembro de 1993) juntaram-se a banda depois.
Quando ainda eram um trio gravaram a música "The Only Girl I Adore" se autodenominando como The Jet Set. Após tornarem-se um quinteto eles passaram a ensaiar e gravar na World Pacific Studios em Los Angeles e lançaram um compacto com as músicas "Please Let Me Love You" e  "Don't Be Long" sob o nome de The Beefeaters.

### Folk Rock
Em 1964, assinaram um contrato com a Columbia Records e mudaram o nome para The Byrds. Em 20 de janeiro de 1965, gravaram a canção "Mr. Tambourine Man", de autoria de Bob Dylan. A canção recebeu um tratamento elétrico, no que ficou conhecido como folk rock. Atingiu o primeiro lugar na Billboard Hot 100 e na UK Singles Chart.
O primeiro álbum da banda, que recebeu o nome da canção, contava com versões de outras três composições de Dylan ("Spanish Harlem Incident", "All I Really Want to Do" e "Chimes of Freedom"), uma versão de "The Bells of Rhymney", de Pete Seeger, além de composições próprias.
Ainda em 1965, os Byrds gravaram "Turn! Turn! Turn!", adaptação de Pete Seeger para o início do terceiro capítulo do Livro de Eclesiastes da Bíblia. A canção tornou-se o segundo número um da banda na Billboard Hot 100 e deu nome ao segundo álbum dos Byrds.

### Rock Psicodélico
Cansados do folk rock começaram a experimentar novos sons. No final de 1965 gravaram "Eight Miles High", uma das primeiras músicas psicodélicas. A música foi lançada primeiramente em compacto em 1966 e depois junto ao álbum Fifth Dimension (em julho de 1966). Porém Gene Clark abandonou a banda antes do lançamento, em março.
Irritados com o sucesso produzido da banda americana The Monkees, The Byrds gravou a música "So You Want to Be a Rock 'n' Roll Star", uma crítica ao negócio da música. A música fez parte do quarto álbum da banda Younger Than Yesterday.

### Mudanças
Em 1967, começaram a surgir tensões na banda, McGuinn and Hillman começaram a ficar irritados com Crosby. Neste mesmo ano tocaram no Festival de Monterey, Crosby cantou a maioria das músicas e fez discursos entre as músicas sobre o assassinato de John Kennedy e sobre os benefícios do uso de LSD. Com as tensões aumentado a banda despediu Crosby que juntou-se a  Stephen Stills e Graham Nash formando a banda Crosby, Stills & Nash. Gene Clark juntou-se a banda por três semanas mas após sua saída The Byrds chamou o baterista de estúdio Jim Gordon e o guitarrista Clarence White para finalizar o próximo álbum. Clarence White tornou-se membro da banda oficialmente. O álbum The Notorious Byrd Brothers foi lançado em 1968 que mixava o folk rock, rock psicodélico, jazz além da música country. Alguns críticos de música consideram este o melhor álbum do The Byrds.
Após o álbum, o The Byrds ficou reduzido a dois integrantes (McGuinn and Hillman) eles acabram chamando Kevin Kelley para assumir a bateria e Gram Parsons para os teclados (que posteriormente passou a ser guitarrista da banda).

### Música Country
Com a nova formação a banda mudou de rumo novamente. Em janeiro de 1968 eles tocaram em Nashville e logo começaram a gravar um álbum ao estilo country, Sweetheart of the Rodeo. O álbum não atingiu muito sucesso e antes do lançamento Parsons abandonou a banda. Kelley largou a banda logo depois de Parsons. Para substitui-los foram contratados o baterista Gene Parsons e o guitarrista Clarence White. Dois shows após as novas contrataçoes Hillman abandonou a banda e em seu lugar entrou o baixista John York. Roger McGuinn era agora o único integrante presente desde o início da banda.
Após o álbum The Dr. Byrds & Mr. Hyde eles lançaram o álbum Ballad of Easy Rider ambos de 1969. Em 1970 lançaram o álbum Untitled e no ano seguinte o Byrdmaniax que trouxe uma decepção pois o produtor Terry Melcher fez algumas alterações no álbum que desagradaram a banda.

### Reunião
Em 1972, os cinco integrantes originais se reuniram e gravaram um álbum mas sem o nome da banda. O nome adotado foi "Gene Clark, Chris Hillman, David Crosby, Roger McGuinn, Michael Clarke" mas o álbum se chamou Byrds. Menos de um mês depois do álbum ser lançado eles realizaram o último show.

### Mortes
Em 1973, Clarence White morreu atropelado e Gram Parsons de overdose de morfina misturada a álcool. Gene Clark e Michael Clarke morreram em 1991. Ironicamente, Gene faleceu no dia em que Bob Dylan, que teve muitas músicas gravadas pelo grupo, completava 50 anos de idade.

## Discografia

### Álbuns de Estúdio
- Mr. Tambourine Man (1965)
- Turn! Turn! Turn! (1965)
- Fifth Dimension (1966)
- Younger Than Yesterday (1967)
- The Notorious Byrd Brothers (1968)
- Sweetheart of the Rodeo (1968)
- Dr. Byrds & Mr. Hyde (1969)
- Ballad of Easy Rider (1969)
- (Untitled) (1970)
- Byrdmaniax (1971)
- Farther Along (1971)
- Byrds (1973)

### Álbuns Ao Vivo
- (Untitled) (Lado 1 & 2 somente) (1970)
- Live at the Fillmore – February 1969 (2000)
- Live at Royal Albert Hall 1971 (2008)
- The Lost Broadcasts (2011)

### EP's
- The Times They Are a-Changin' (1966)
- Eight Miles High (1966)
- The Byrds (1971)
- The Byrds (1983)
- Solid Gold (1989)
- Four Dimensions (1990)

## Integrantes

### Formação original
- Gene Clark – Vocais
- Roger McGuinn – Guitarra, vocais
- David Crosby – Guitar, vocais
- Chris Hillman – Baixo
- Michael Clarke – Bateria, harmonica

### Outros integrantes
- Kevin Kelley - Bateria (1968)
- Gram Parsons – Guitarra, piano, vocais (1968)
- Clarence White - Guitarra, vocais (1968-1973)
- Gene Parsons - Bateria (1968-1972)
- John York – Baixo, vocais (1968-1969)
- Skip Battin – Baixo, vocais (1969-1973)
- John Guerin – Bateria (1972-1973)
- Joe Lala - Bateria (1973)